# First Daughter
First Daughter är en amerikansk film från 2004 i regi av Forest Whitaker.

## Handling
USA:s presidents dotter, Samantha Mackenzie, börjar college.

## Rollista
- Katie Holmes - Samantha Mackenzie
- Marc Blucas - James Lansome
- Michael Keaton - President Mackenzie
- Amerie - Mia